# Naomi Fisher
Pour les articles homonymes, voir Fisher.
Naomi D. Fisher est une mathématicienne et pédagogue américaine et professeure émérite de mathématiques et d'informatique à l'Université de l'Illinois à Chicago.

## Formation et carrière
Fisher effectue ses études de premier cycle au Connecticut College for Women (maintenant Connecticut College (en)) et obtient un B.A. en mathématiques de cette institution. Elle obtient une maîtrise en mathématiques de l'Université du Wisconsin à Madison et un doctorat en enseignement des mathématiques de l'Université Northwestern en 1977. Fisher est professeure au Département de mathématiques et d'informatique de l'Université de l'Illinois à Chicago, est co-directrice du Mathematicians and Education Reform Network (MER) des universités de l'Illinois et du Minnesota, et est directrice du Programme d'enseignement au secondaire pour le Regional Geometry Institute (RGI) des universités de l'Illinois, de Chicago, du Texas, de l'Utah et de Washington. Elle est co-rédactrice en chef du bulletin d'information MER.  
Le Mathematicians and Education Reform Network est un réseau de mathématiciens chercheurs qui s'intéressent à la réforme de l'enseignement des mathématiques de la maternelle à la 12e année et à l'amélioration de l'enseignement des mathématiques au premier cycle. Fisher a conçu et développé une série d'ateliers qui présentent les efforts importants des mathématiciens chercheurs en matière de réforme de l'éducation. Elle conceptualisé la série de monographies du Conference Board of the Mathematical Sciences (CBMS) ISSUES IN MATHEMATICS EDUCATION et elle est co-éditrice de quatre des cinq premiers volumes de cette série. 
Le Regional Geometry Institute (RGI), aujourd’hui Park City Mathematics Institute, constitue un autre moyen de rassembler des mathématiciens de recherche et des professeurs de mathématiques. Fisher est l'un des membres fondateurs du RGI et le principal développeur d'un programme à la fois rigoureux et stimulant pour les enseignants de la maternelle à la 12e année. L'institut est largement salué par les participants.  
Fisher est active au sein de l'Association for Women in Mathematics (AWM). Elle se présente au poste de membre At-Large au comité exécutif de l'AWM en 1993 et rejoint le comité exécutif en février 1994. Le comité exécutif fait office de conseil d'administration de l'AWM. Elle siège au comité de la Mathematics Association of America (MAA) sur le programme de premier cycle en mathématiques de 2000 à 2002. Elle est co-organisatrice des sessions spéciales AMS-MAA-MER sur les mathématiques et la réforme de l'éducation lors des réunions conjointes de mathématiques à San Antonio, Texas (1999) et à Phoenix, Arizona (2004). 

## Reconnaissance
En 1993, Fisher reçoit le prix Louise Hay pour ses contributions à l'enseignement des mathématiques par l'Association for Women in Mathematics pour son travail continu dans la réforme de l'enseignement des mathématiques. En 2006, Fisher prononce un discours invité par le MAA lors des réunions annuelles conjointes de mathématiques à San Antonio, au Texas. Le titre de son exposé est « Mathématiques et réforme de l'éducation : un récit édifiant ». 

## Volumes édités
- Naomi D. Fisher et Harvey B. Keynes, Philip D. Wagreich (éditeurs), Mathematicians and Education Reform : Actes de l'atelier du 6 au 9 juillet 1988 (CBMS ISSUES IN MATHEMATICS EDUCATION, Vol. 1) , American Mathematical Société, 1990, Électronique (ISBN 978-1-4704-2325-4).
- Naomi D. Fisher et Harvey B. Keynes, Philip D. Wagreich (éditeurs), Mathematicians and Education Reform 1989–1990 (CBMS ISSUES IN MATHEMATICS EDUCATION, Vol. 2) , American Mathematical Society, 1991, électronique  (ISBN 978-1-4704-2326-1).
- Naomi D. Fisher, Harvey B. Keynes et Philip D. Wagreich (éditeurs), Mathematicians and Education Reform 1990-1991 (CBMS ISSUES IN MATHEMATICS EDUCATION, Vol. 3) , American Mathematical Society, 1993, électronique  (ISBN 978-1-4704-2327-8).
- Naomi D. Fisher, Harvey B. Keynes et Philip D. Wagreich (éditeurs), Changer la culture : l'enseignement des mathématiques dans la communauté de recherche (CBMS ISSUES IN MATHEMATICS EDUCATION, Vol. 5) , American Mathematical Society, 1995, Électronique  (ISBN 978-1-4704-2329-2).